# Przysucha
Przysucha ist eine Stadt in der Woiwodschaft Masowien in Polen. Sie hat etwa 6000 Einwohner und ist Sitz des Powiat Przysuski und der gleichnamigen Stadt-und-Land-Gemeinde mit etwa 12.000 Einwohnern.

## Geschichte
Die erste urkundliche Erwähnung stammt aus dem Jahr 1415. 1710 wurde Przysucha zur Stadt erhoben. Es kamen viele Handwerker aus Sachsen und Schlesien.
1723 wurde die Stadt zum Zentrum des Chassidismus. Im Jahr 1777 gab es in Przysucha 39 deutsche, 85 jüdische und 29 polnische Häuser. Am 6. September 1939 wurden über 70 Häuser durch Fliegerbomben zerstört. Die Behörden des Dritten Reiches errichteten in Przysucha ein Ghetto; 5000 Juden kamen vom 27. bis 31. Oktober 1942 im Vernichtungslager Treblinka ums Leben.

## Gemeinde
Die Stadt-und-Land-Gemeinde umfasst ein Gebiet von 181 Quadratkilometern.

## Persönlichkeiten
- Oskar Kolberg (1814–1890), polnischer Ethnograph und Komponist
- Jaakow Jizchak von Przysucha (1766–1813), chassidischer Rabbiner und Zaddik
- Simcha Bunem von Przysucha (1765–1827), chassidischer Zaddik in Polen
- Aus Przysucha stammte die Familie von Caspar Weinberger (1917–2006), US-Verteidigungsminister in der Regierung von Präsident Ronald Reagan zwischen 1981 und 1987.